# Nîhovîșci, Zaricine
Nîhovîșci (în ucraineană Ниговищі) este un sat în comuna Omît din raionul Zaricine, regiunea Rivne, Ucraina.

## Demografie
Componența lingvistică a localității Nîhovîșci
     Ucraineană (100%)
Conform recensământului din 2001, toată populația localității Nîhovîșci era vorbitoare de ucraineană (100%).